# إشتفان كيس
إشتفان كيس (بالمجرية: Kiss István) هو لاعب كرة الماء مجري، ولد في 25 يوليو 1958 في بودابست في المجر.

## وصلات خارجية
- إشتفان كيس على موقع الاتحاد الدولي للسباحة (الإنجليزية)
- إشتفان كيس على موقع اللجنة الأولمبية الدولية (الإنجليزية)
- إشتفان كيس على موقع أوليمبيديا (الإنجليزية)
- إشتفان كيس على موقع اللجنة الأولمبية المجرية (الهنغارية)